# Amaia Montero
Amaia Montero Saldías (Irún, Guipúzcoa, 26 de agosto de 1976) es una cantautora española de pop, baladas, y rock reconocible por su peculiar timbre de voz. Se dio a conocer como vocalista de La Oreja de Van Gogh en diciembre de 1996. Estuvo en dicha banda hasta el 19 de noviembre de 2007, fecha en la que anunció su retirada del grupo y comenzó su carrera en solitario. A lo largo de su carrera ha cantado en español, euskera, catalán, francés, inglés e italiano.
En La Oreja de Van Gogh dio a conocer varios éxitos como «El 28», «Cuéntame al oído», «Cuídate», «París», «La playa», «Pop», «Puedes contar conmigo», «20 de enero», «Rosas», «Deseos de cosas imposibles», «Geografía», «Muñeca de trapo», «Dulce locura», «Perdida» y «En mi lado del sofá» con este grupo logró posicionar 12 canciones número 1 en Los 40 Principales durante la década de los 2000, en solitario ha logrado posicionar un sencillo en lo más alto de la lista, y en cuánto a duetos uno también con el cantautor español Álex Ubago, el cual fue uno de los más sonados, y fue elegida como la mejor canción de amor en 2002, haciendo un total de 14 números 1 en su haber. Algunos de sus éxitos más resonados como solista, son «Quiero ser», «Mirando al mar», «4"», «Tu mirada», «¿Dónde estabas?», «Palabras», «Darte mi vida», «Nacidos para creer» y los duetos como «Sin miedo a nada» (con Álex Ubago), «El regalo más grande» (Tiziano Ferro) y «Me dediqué a perderte» (junto a Alejandro Fernández). El 20 de marzo de 2007 Montero colabora con el cantante español Miguel Bosé en la canción «Sevilla» en su disco "Papito".
Sumando en general los álbumes que vendió con su antiguo grupo y los de su carrera como solista los Productores de Música de España (Promusicae) confirman que Amaia Montero cuenta con 3 510 000 álbumes certificados en su carrera musical solo en España, ya que ella a lo largo de su trayectoria como solista ha sumado más de 300 000 copias en el territorio español, a nivel mundial ha vendido más de 8 000 0000 de discos. Con más de 50 discos de platino y premios como el, Grammy Latino, MTV Europe Music Awards, Premio Lo Nuestro y las Antorchas de Plata y Oro y la Gaviota de Plata en el Festival de Viña convirtiendo a la cantautora en una de las artistas más exitosas de las últimas décadas en España.

## Carrera musical

### 1996-2007: La Oreja de Van Gogh

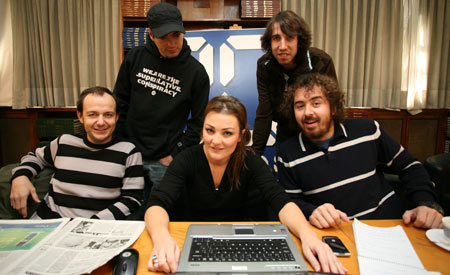
De izquierda a derecha, Pablo, Álvaro, Amaia, Haritz y Xabi

Según palabras de la propia Amaia conoció a Pablo Benegas en una fiesta, este al escucharla cantar «Nothing Compares 2 U» de Prince la invitó a que se pasase por el local de ensayo para que los miembros de lo que auguraba ser una banda la escuchasen. Tras esta toma de contacto se forma La Oreja de Van Gogh.
El 18 de mayo de 1998, tras ganar el concurso pop-rock de la ciudad de San Sebastián en 1997, prepararon varios sobres para enviar a diferentes discográficas, pero finalmente, debido a que "eran unos desastres" según afirma Amaia, solo enviaron una canción y a una discográfica, Sony Music. Un tiempo más tarde recibieron una llamada de la compañía comunicándoles que les había gustado la maqueta y preguntándoles cuántas canciones tenían; solo tenían 3, pero Amaia contó que habían compuesto 25. En ese verano, en 2 meses, llegaron a componer 18 canciones. Canciones que formarían parte de su primer disco "Dile al sol". Firmaron un contrato con la discográfica Sony Music y grabaron su primer disco, Dile al sol, con el que obtuvieron siete discos de platino en España.
Su segundo álbum de estudio, titulado El viaje de Copperpot, salió a la venta el 11 de septiembre de 2000. Con este álbum lograron consolidar su fama, alcanzando el éxito en Latinoamérica, vendiendo más de dos millones de copias en todo el mundo. En 2001 ganaron, como La Oreja de Van Gogh, el premio al Mejor Artista Español en los MTV Europe Music Awards.
El 28 de abril de 2003 lanzaron su tercer álbum, Lo que te conté mientras te hacías la dormida. El cual vendió más de un millón y medio de copias en todo el mundo convirtiéndose en uno de los álbumes más vendidos en Latinoamérica del siglo XXI. También lograron conseguir varios reconocimientos, entre ellos una nominación a los Premios Grammy al Mejor Álbum Pop Latino.
En 2006, lanzaron su cuarto trabajo, Guapa. Y nada más salir el disco al mercado, el quinteto donostiarra comenzó su promoción por América dando un gran número de conciertos, esta promoción tan potente en América hizo que Guapa alcanzara en el continente unas cifras de ventas muy elevadas, siendo de alrededor de un millón de copias solo en América. En España las ventas alcanzaron más de quinientas sesenta mil copias.
En diciembre de 2006, lanzaron al mercado Más guapa, una reedición extendida del CD Guapa, esta incluía un doble CD, el original de Guapa, y un CD con canciones inéditas y maquetas de los diez años anteriores de historia del grupo.
Este gran éxito en América junto con las ventas de España que superaron los 560 000 discos hacen de Guapa/Más guapa el tercer disco más vendido de la historia de La Oreja de Van Gogh y Amaia Montero con unas cifras aproximadas de 1 500 000 copias, también se convertiría en sus últimos dos álbumes con el grupo.
También fue lanzada la caja especial LOVG 1996-2006, en conmemoración de los diez años de la banda.
Tras esto se convirtieron en los sextos artistas musicales con más ventas de todos los tiempos en España.

### 2007-2010: inicios como solista yAmaia Montero
Entre enero y junio de 2008, realizó la primera maquetación en Madrid. Tras la grabación de estas primeras maquetas, la cantante trabajó con el productor italiano Claudio Guidetti en Génova. La grabación del álbum se realizó en Milán, en los estudios de Eros Ramazzotti, mientras que las mezclas y los últimos detalles se hicieron en los Henson Recording Studio de Los Ángeles y estuvieron a cargo de Mike Tacci.
El disco contiene once canciones, todas compuestas por ella misma. Amaia manifestó, sobre este debut como solista, que:

ha sido empezar de cero, madurar de golpe. He intentado hacer un disco honesto, por un impulso artístico de expresar lo que soy. Necesitaba seguir mi propio camino y me he arriesgado.

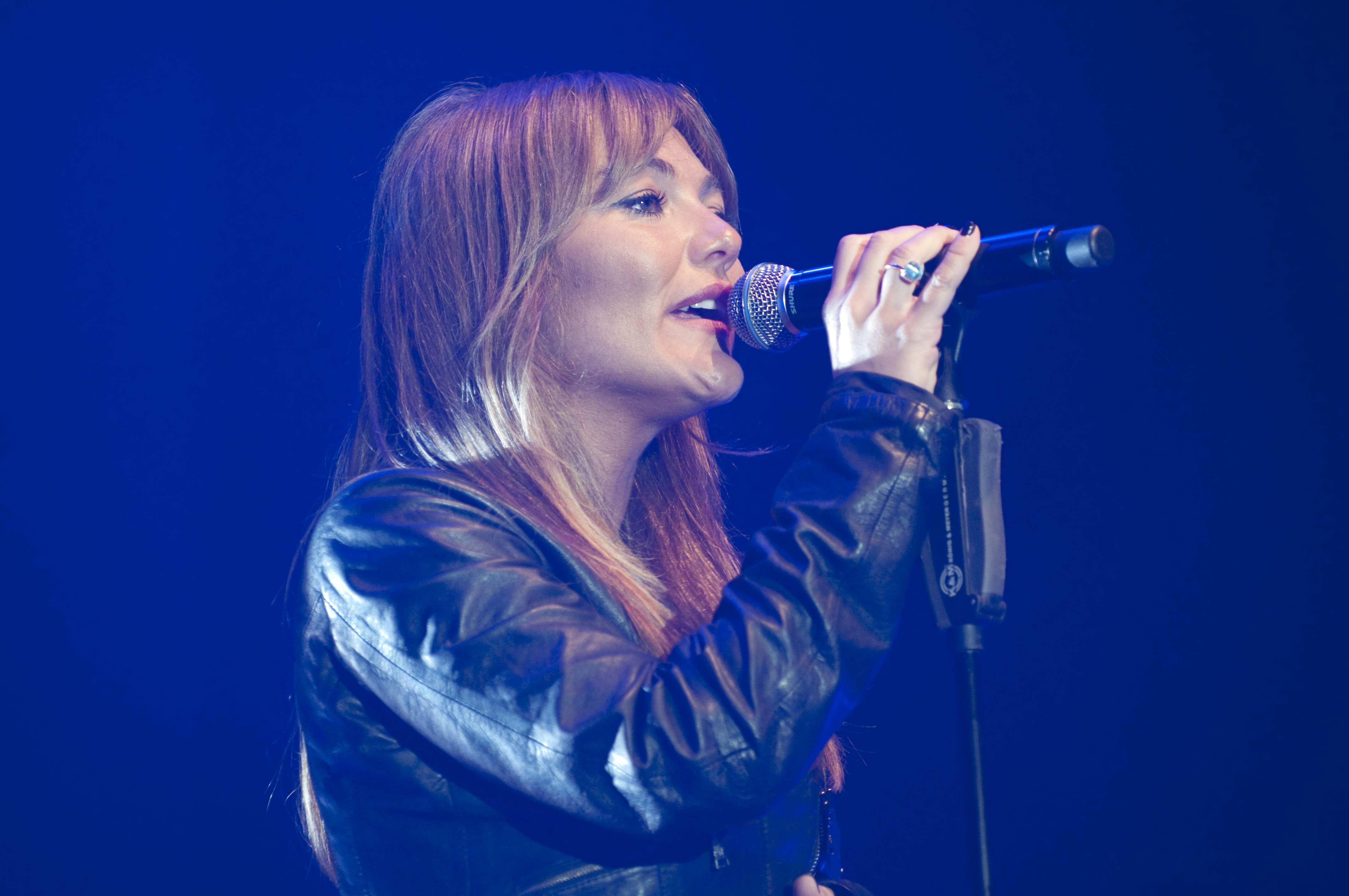
Amaia Montero 2009

El álbum fue lanzado a la venta el 18 de noviembre de 2008, bajo el nombre de Amaia Montero y entró directamente al número uno en España, tras vender más de 40 000 copias en su primera semana, obteniendo así el disco de oro de la lista Promusicae. El primer sencillo del álbum, «Quiero ser», alcanzó el primer lugar en las radios españolas, y permaneció por trece semanas en dicha posición. El segundo sencillo fue «Ni puedo ni quiero», que se estrenó como corte de difusión solo en Latinoamérica lleganto al Top 100 de Estados Unidos. El tercer sencillo fue «4"», y aunque su correspondiente videoclip iba a estrenarse en enero, por retrasos en su producción fue postergado hasta el mes de abril, repitiendo el éxito del primer sencillo llegando al Número 1 en radios con más de veinte semanas en lista, certifica un disco de oro por 40 000 descargas digitales. El cuarto sencillo es «Te voy a decir una cosa», y su video se estrenó el 15 de septiembre. Finalmente, el álbum alcanzó el Triple Disco de Platino en España y disco de oro en Venezuela, Argentina y Chile respectivamente. Además su primer sencillo «Quiero ser» llegó al Doble Disco de Platino en descargas digitales y tonos originales para teléfonos móviles. La cantante donostiarra va a cerraba un año increíble después de alcanzar la cima con su primer álbum debut tras abandonar La Oreja de Van Gogh. 
Con el éxito de primer disco como solista Amaia embarca en su primera gira en solitario, el Tour Amaia Montero, con más de 80 conciertos por España y América, la separación de su grupo no influyo en la venta de entradas, ya que se vendieron la mayoría de estas y en algunos casos se tuvo que colgar el cartel de "No hay entradas". Esta fue una de las giras más rentables y de más éxito del 2009 del panorama musical español, presentándose en aforos tan importantes como el estadio Luna Park, en Argentina, el Movistar Arena en Chile o el Palacio de los Deportes en Colombia. Mientras en España se presenta en los festivales más importantes de la región, como en la séptima edición del MTV Day 2009 donde encabezó el cartel principal junto con la cantante australiana Kylie Minogue en la Plaza de Toros de Las Ventas en Madrid. 
Tras el exitoso debut de la donostiarra, es nominada en cuatro categorías de los Premios Orgullosamente Latino , ganando la categoría "Solista latina del año", además es ganadora de los Premios 40 Principales donde se lleva el galardón a "Mejor Álbum Nacional" en España y una nominación a los Premios Grammy Latinos.  
A fines de 2009, Amaia Montero graba una versión en italiano de su álbum. Esta versión del álbum tenía que ser lanzada en Italia a principios de 2010, pero por razones de oportunidad debidas a la situación del mercado discográfico italiano, la discográfica Sony aplazó el lanzamiento de dicho álbum se aplazó a una fecha indeterminada y luego fue dado como cancelado por palabras de la propia artista a través de una twitcam. Una de las canciones que se grabaron en italiano fue la versión en este idioma de la canción «407» dedicada a su padre, en dueto con Tiziano Ferro.
El 3 de marzo de 2010 se dio conocer el cuarto sencillo de su primer disco «Mirando al mar», y debutó en la primera posición de países como Chile y España. El 23 de noviembre de 2010 presentó el christmas musical de Unicef 2010, en el que versiona la conocida canción de ABBA, "Chiquitita" acompañada por los niños del coro de la Escolanía del Recuerdo. La recaudación de la venta de este christmas musical ha sido destinada para la fundación que apoya la escolarización de los niños del mundo. Esta versión logró ser Número 1 de ventas en España y certificar un disco de oro (+20 000 unidades) y sonó en radios de varios países de Latinoamérica habiendo alcanzado el puesto número 71 en la lista de sencillos más sonados de Chile.

### 2011-2012:Amaia Montero 2y descanso profesional
Durante el verano de 2011 estuvo grabando su segundo disco en los estudios Eastwest de (Los Ángeles), producido por la propia Amaia, Paco Salazar y el ganador de 4 Grammys y 8 Grammys Latinos, Sebastián Krys. Este nuevo trabajo comenzó a gestarse a finales de 2010 y durante 2011, tras un intenso período de composición, y llegó tres años después de su anterior disco. Todos los temas que se incluyen en el disco llevan la firma de Amaia Montero y también su sello, el que le ha acompañado a lo largo de toda su carrera.
El álbum salió a la venta el 8 de noviembre de 2011, titulado Amaia Montero 2 o simplemente 2. Su debut en la lista de PROMUSICAE fue en la tercera posición, y en iTunes España alcanza el Número 1. El álbum vendió más de 20 000 copias en su primera semana recibiendo un disco de oro. 
Aunque Amaia Montero amenazó con la posibilidad de no publicar su nuevo disco, después de que 'Caminando', el primer sencillo de su segundo álbum en solitario se filtrara en Internet sin estar editado. El primer sencillo de álbum, «Caminando», debutó el sábado 17 de septiembre en los programas 'Dial tal cual' y 'Del 40 al 1' de Cadena Dial y Los 40 Principales, respectivamente, si bien el sencillo no repercutió masivamente como otros trabajos de la cantante, la canción permaneció por más de 15 semanas en radios españolas y alcanzó el Número 1 en emisora de radio española Cadena 100, consagrando la carrera en solitario de una de las voces más reconocidas del pop español.
El segundo sencillo del disco fue «Tu mirada» el cual fue estrenado el 29 de noviembre de 2011. El vídeo de esta canción fue estrenado el 5 de enero de 2012, el sencillo logró gran popularidad en España y países latinoamericanos como Argentina o México, alcanzando el Número 1 logrando mantenerse por 12 semanas en la lista de 40 Principales y ganando el Premio 40TV en la categoría "Mejor Canción de Amor" 
El tercer sencillo fue «A tu lado», fue estrenado el 12 de diciembre de 2011, ese mismo año donó los derechos del tema, a la fundación Pro-niño de Unicef. El álbum se posicionó en el puesto 43 de los discos más vendidos en España durante 2011, con solo un mes a la venta.
El 22 de febrero de 2011 es ganadora en los Premios Dial, galardón que concede la emisora de radio española Cadena Dial a los artistas y grupos en lengua española que más éxito han tenido a lo largo de cada año. Posteriormente el 28 de febrero le es otorgado con su segundo trabajo el Disco de Platino en España tras superar las 40 000 copias, día en el cual también confirmaba las primeras fechas del Tour Amaia Montero 2.
El cuarto y último sencillo se dio a conocer el 12 de abril de 2012 y fue «¿Dónde estabas?». El video musical de esta canción fue estrenado el 26 de junio de 2012.
La gira comenzó el 2 de marzo de 2012 en San Sebastián y pasó por ciudades como Madrid, Sevilla o Bilbao. A pesar de que su álbum fue un éxito de ventas en España, no corrió la misma suerte con lo que iba a ser su gran segunda gira como solista. La gira careció de promoción ya que la cantante había dejado de trabajar con Get In (su productora) por lo que tuvo baja demanda en ventas y presentaciones. En este Tour la cantante se notaba cansada a diferencia de otras giras, finalmente Montero optó por cancelar el Tour Amaia Montero 2 para descansar y componer su tercer disco en solitario. Quedándose así solo con una pequeña gira por España y dos presentaciones en México. Sin embargo el Tour llevó a la cantante donostiarra a ser cabeza de cartel del Festival Rock in Río en julio de 2012 tras la baja de Rihanna, siendo este uno de los conciertos más recordados de esta etapa en solitario y recibiendo una ovación del público. 
Amaia aseguró a los medios de comunicación que no era su mejor momento, en el ámbito personal incluso antes de iniciarse el Tour, que necesitaba un tiempo de reflexión y un "parón" tras 15 años (en ese entonces) de éxitos y de carrera ininterrumpida.

### 2014-2016:Si Dios quiere yo también,100 Metrosy vuelta al éxito internacional
Si Dios quiere yo también es el tercer álbum en solitario de Amaia Montero lanzado el 16 de septiembre de 2014. El proceso de composición y maquetación, se llevó a cabo durante el 2013. Fueron pocas las apariciones públicas de la cantante, pues estuvo plenamente concentrada en su tercer trabajo como solista. La grabación del disco comenzó finalizando el 2013 hasta principios de 2014 en Londres. Amaia aseguró haber disfrutado del proceso de grabación, el cual estuvo bajo la producción de Martín Terefe, reconocido por trabajar con artistas de la talla de Miguel Bosé, James Blunt, entre otros.

Todos los procesos de composición son intensos, la verdad. Estuve dedicada varios meses. Hay un día en que uno empieza y dice: "bueno, ahora estoy solo para ello". Hay días que son muy buenos porque salen cosas, hay días que no. Es un proceso particular, un viaje hacia dentro, una catarsis que sucede cada vez que te pones a componer. Siempre es intenso, es cuando empiezas a sacar todo lo que quieres decir, qué es lo que quieres transmitir, qué cosas de las que te han pasado son las importantes. Incluso te das cuenta allí mismo, porque la vida pasa rápido pero cuando te sientas a escribir te das cuenta de lo que es importante, porque es lo que destacas, de lo que hablas.

El primer sencillo fue «Palabras», que la propia cantante compartió una versión acústica el 30 de diciembre de 2013 en su Twitter, con lo cual fue estrenado el lunes 2 de junio en el programa Cadena Dial, logrando gran popularidad tanto en España como en Latinoamérica, el día de su estreno alcanza en Número 1 en Itunes España, y también llega a la primera posición en radio emisora Cadena 100 y en su primera semana entra en el Top 10 de PROMUSICAE de las canciones más vendidas, además permanece más de 20 semanas en radios, convirtiéndolo en uno de sus grandes éxitos como solista. 
El segundo fue «Darte mi vida», publicado el 30 de agosto de 2014, bajo del sello discográfico de Sony Music. La canción adelantaba la reserva del disco en iTunes. Este tema se situó a principios del verano en España en los 20 primeros puestos del Top 50 de canciones más vendidas, siendo este la entrada más fuerte de la semana, al igual que el anterior sencillo, repitió el éxito alcanzando el Número 1 en el territorio español, además perteneció al soundtrack de serie Hermanos en Argentina y de la telenovela Matriarcas en Chile.
Ambos sencillos permanecieron entre los más escuchados durante el verano de 2014 en España. 
Finalmente el álbum salió al mercado digital el 15 de septiembre de 2014 y el 16 de septiembre del mismo año en la versión física, bajo el sello discográfico de Sony Music. El día de su lanzamiento debutó en el Número 1 en iTunes de 12 países más correspondientes al territorio latinoamericano (España, Chile, Guatemala, Colombia, Costa Rica, Honduras, Panamá, El Salvador, Brasil, Argentina, Ecuador, Uruguay y México), además entró en Top de países como Lituania o Estados Unidos. En este disco Amaia se afianzó como una de las cantautoras españolas más influyentes, ya que es de las pocas artistas españolas en escribir la letra y música a lo largo de sus tres discos como solista. En su primera semana a la venta alcanzó la primera posición en las listas de ventas españolas (PROMUSICAE).
El inicia la gira de presentación durante el 2014 en ciudades como Madrid, San Sebastián, Sevilla, Huelva entre otras. Posteriormente la cantante gana los Premios Protagonistas por su álbum.
El 21 de febrero de 2015 en Madrid se daba el inicio oficial de la gira y con la expectación generada anteriormente por la salida del álbum las entradas se agotaron en cuestión de días, haciendo que Amaia regresara en gloria y majestad a los escenarios. El tour recorrió gran parte la geografía española con 30 fechas confirmadas, en donde obtuvo excelentes críticas por parte del público y de los medios de comunicación. Siendo cabeza del Starlite Festival, festival que se posiciona como el gran acontecimiento social y cultural de Europa, reuniendo entre sus asistentes e invitados a más de 67 nacionalidades de todo el mundo. compartiendo escenario con artistas como Laura Pausini, Enrique Iglesias, Alejandro Sanz o Plácido Domingo.
Inmersa en la gira española el 5 de marzo de 2015, Montero es galardonada por tercera vez en solitario por los Premios Dial, lo cual destaca lo mejor de la música en español. Mientras que el 25 de marzo de ese mismo año es premiada con los Galardones "De Pura Cepa" como "Mejor Cantante del Año". Ese mismo mes confirma como tercer sencillo "Inveitable" que fue presentado en vivo en Palacio de Deportes de la Comunidad de Madrid durante la Noche de Cadena 100 junto con sus dos anteriores sencillos. 
Una vez finalizada la gira española Amaia se embarca por una extensa gira por América con 20 fechas confirmadas. El "Tour Si dios quiere yo también" permitió a la solista regresar a países como: Argentina, Chile, Uruguay y México los cuales estuvieron fuera de su anterior gira "Tour Amaia Montero 2", pues ésta careció de promoción, desencadenando una baja recepción en ventas. Caso contrario en este Tour, pues la asistencia masiva a sus conciertos, agotaron boletos en ciudades como: Madrid, Viña del Mar, Santiago de Chile, Buenos Aires, Montevideo, entre otras.
Como cuarto y último sencillo es puesto a la venta el 13 de octubre de 2015 fue "Los Abrazos Rotos", reeditada en una versión digital junto con el cantante español Álex Ubago, con quien ya había colaborado 15 años antes en una de las canciones más famosas en español Sin miedo a nada. El sencillo alcanza la segunda posición en ventas digitales en España y es promocinado junto con la gira americana de la cantante. Posteriormente la canción fue presentada en directo por ambos artistas en el Teatro Nuevo Apolo en Madrid y en el Festival de Villa María en Argentina.  
Amaia confirma una gira de verano 2016 para Chile y Argentina luego de agotar las entradas en su primera visita, presentando Si Dios quiere yo también en los principales festivales de los países anteriormente mencionados, al igual que en giras como Tour lo que te conté mientras te hacías la dormida o el Tour Guapa. La gira fue tan exitosa que llevó a Montero a presentarse en los festivales más prestigiosos de dichos países como el Festival Nacional de Peñas de Villa María (Argentina) o el Festival del Huaso de Olmué (Chile) en donde fue la artista que más votos recibió, convirtiéndose en la más popular del certamen chileno. Sin dejar de lado que llenó el complejo deportivo de Mendoza con más de 30 mil personas, o el Estadio Regional Calvo y Bascuñán con más de 12 mil personas en Antofagasta, Chile. Finalmente y tras realizar 70 conciertos, el Tour Si dios quiere yo también termina en México, con un concierto en el Plaza Condesa de México D.F..
El 23 de septiembre de 2016 la cantante es elegida para interpretar y componer la banda sonora de la película española 100 metros, junto a Lucas Vidal, ganador de dos Premios Goya, la canción que lleva el mismo título de la película fue producida por Martín Terefé, grabada en los estudios Kensaltown de Londres y  mezclada y masterizada por Bori Alarcón en los estudios Montepríncipe de Madrid. El sencillo se estrenó el 15 de octubre de 2016 y pese a que la canción no fue promocionada se posicionó en el Top 10 de ventas digitales en España, Chile y Argentina, por otro lado la película logró más de 400 000 espectadores en los cines. 1 950 000 millones de euros en taquilla y cuantiosos beneficios en ventas internacionales, suponiendo un gran éxito para el cine español.

### 2018-2019: Nacidos para creer
En julio de 2016, la cantante dio a conocer que estaba en proceso creativo de su cuarto trabajo musical en solitario. En mayo de 2017, compartió con sus seguidores vía Twitter, que estaba en proceso de maquetación de su cuarto disco. Nacidos para creer (álbum) fue grabado y producido en la capital británica entre los meses de agosto y septiembre de 2017, en Kensaltown Recording Studios y producido una vez más por Martín Terefé. Benjamín Prado, escritor y gran amigo de la cantante, participó como coautor en la creación conjunta de las letras de varios temas, el arte del disco y algunas letras estuvieron a cargo de Idoia Montero hermana de la cantante, este es el primer disco de Amaia como solista donde participan personas anexas en la composición de su nuevo material discográfico.
El 26 de diciembre fue desvelado la fecha del sencillo, ni más ni menos que por Leire Martínez, entonces vocalista de La Oreja de Van Gogh. Todo esto tras el fin de gira del grupo donostiarra en donde Montero asistió. Posteriormente Amaia confirma a través de sus redes sociales la fecha y portada de su nuevo trabajo titulado Nacidos para creer, anunciando el lanzamiento en las plataformas digitales de su nueva canción.
El día 24 de enero se estrenaba la canción en exclusiva en el programa "Dial Tal Cual" de la emisora de radio española Cadena Dial. Finalmente el primer sencillo del cuarto trabajo discográfico de la cantante es lanzado a todas las plataformas digitales el 26 de enero de 2018, junto con su respectivo videoclip entrando directamente al N°1 en ventas digitales de España, Costa Rica, Chile y Argentina, mientras que en El Salvador, Honduras, Perú, Panamá y Colombia entra en Top 10 de ventas digitales. Convirtiendo en todo un éxito de la vasca. A la par que se estrenaba la canción, el videoclip llegó hasta el N.º 1 de descargas digitales en Apple Music Video España y en el N.º 5 en tendencias de la plataforma Youtube en su país natal. El 5 de febrero fue estrenado por primera vez en "40 Global Show" de la cadena 40 Principales, dicha canción fue emitida simultáneamente en 12 países a través del programa. 
Posteriormente el sencillo fue presentado por primera vez en vivo en la gala de los Premios Dial en Tenerife el 15 de marzo, donde fue fuertemente criticada por su aparente cambio físico.
Tras Nacidos para creer el 4 de mayo se estrena el segundo sencillo llamado Mi Buenos Aires, con su respectivo videoclip, el cual llega al N°1 al igual que su antecesor en Apple Music Video de España, Argentina y Chile. No obstante, la canción no logra en radios la repercusión esperada por lo que la compañía de discos decide que, para el tercer sencillo, no haya videoclip del mismo.
Después de varios retrasos en la producción, el disco Nacidos para creer (álbum) finalmente es lanzado el 1 de junio de 2018 simultáneamente en todas las plataformas digitales y en versión física en el territorio español, debutando en N.º 1 en ventas digitales de 10 países (España, México, Argentina, Chile, Perú, Panamá, Uruguay, Estados Unidos, Ecuador y Colombia), permaneciendo más de dos semanas en dicha posición en su país. Tras la primera semana a la venta alcanza la primera posición en las listas de ventas oficiales españolas (PROMUSICAE) y en el puesto 12 en Argentina en la lista CAPIF de los álbumes físicos más vendidos de dicho país. Mientras que en México se posiciona en el puesto N.º 2 de discos físicos. A pesar de esto, a nivel de ventas, el álbum no logra ninguna certificación oficial, siendo el álbum menos vendido de su carrera, y se mantiene solo seis meses en listas. 
A semana siguiente el 9 de junio la cantante inició Nacidos Para Creer Tour en Renedo de Piélagos, siendo este el concierto más polémico de la cantante. Debido a esto y a la poca repercusión del álbum, ésta será la gira más corta de toda su carrera.
Sin embargo, una vez suspendido su último concierto en Palma de Mallorca (España), inicio una gira por Latinoamérica que abarcaría todo el año 2019 donde actuó en recintos abiertos y teatros, haciendo promoción por las radios y programas de televisión.

### 2020: Composición nuevo disco y descanso temporal
En febrero de 2020, Amaia Montero anuncia mediante sus redes sociales que está en pleno proceso de composición de lo que será su quinto álbum de estudio como solista. Montero definió el momento como 'atrapada entre melodías y acordes'. En 2022, Amaia empezó a promocionar su nuevo sencillo, pero unas semanas después empezó a subir a sus redes sociales varias fotos y videos con una imagen muy desaliñada y un estado mental enfermo, causado por un fuerte cuadro de estrés y ansiedad. Es por esto por lo que inmediatamente ingresó en un centro de salud mental en octubre y le dieron el alta un mes después.
En julio de 2023 es intervenida de urgencia en una mano por un corte en el dedo meñique tras autolesionarse.
En diciembre de 2023, a través de Instagram, se pudo ver cómo de alguna manera volvía a su actividad profesional a través de la canción "Moon River" versionada como banda sonora de un anuncio de Telefónica, como celebración del 100.º aniversario de esta compañía y con la colaboración artística de Xabi San Martín. 
El 21 de julio de 2024, tras cinco años sin aparecer en los escenarios y dos años alejada de redes sociales para cuidar su salud, Amaia Montero fue una de las invitadas excepcionales del segundo concierto en el Estadio Santiago Bernabéu de la gira del “Mañana será Bonito Europe Tour” de la artista colombiana Karol G. Ambas artistas interpretaron juntas la canción ‘Rosas’ frente a 70 000 personas.
En septiembre de 2024 y como intermediario en este mensaje de Amaia Montero, Rafa Cano, en un programa de Cadena Dial, anunció que antes de final de año habrá noticias musicales.
El 29 de octubre de 2024 Amaia Montero pública por sorpresa en todas las plataformas digitales la canción Tormenta Perfecta, llegando a alcanzar el n.º 3 en iTunes, sencillo que compuso en 2014 que grabó y masterizó pero no incluyó dentro del disco Si Dios Quiere Yo también por seleccionar solo 10 canciones entre las que Azul Eléctrico y Tormenta Perfecta no estaban incluidas, sin embargo la primera las cantaba en sus conciertos de promoción y Tormenta Perfecta la pudimos conocer gracias a pequeñas frases que iba compartiendo a través de su cuenta de Twitter. De esta manera, Amaia Montero paso a paso, vuelve a la Música, superando así el peor momento de su vida, dando paso a futuros proyectos y rumbos innovadores en cuanto respecta a su carrera.
El 30 de diciembre de 2024 Amaia Montero anunció su vuelta a la música de manera oficial a través de su cuenta de Instagram con un emotivo mensaje de esperanza para este 2025 que es cuando volverá a subirse a los escenarios pero esta vez presentando su nuevo disco.

## Discografía
| Como solista - 2008: Amaia Montero - 2011: Amaia Montero 2 - 2014: Si Dios quiere yo también - 2018: Nacidos Para Creer | Con La Oreja de Van Gogh - 1998: Dile al sol - 2000: El viaje de Copperpot - 2003: Lo que te conté mientras te hacías la dormida - 2004: La Oreja de Van Gogh en directo, gira 2003 - 2006: Guapa - 2006: Más guapa - 2006: LOVG 1996-2006 - 2008: LOVG - Grandes éxitos - 2021: Esencial: La Oreja De Van Gogh |

## Giras musicales
| Como solista - 2009: Tour Movistar (junto con Kudai, 84 y Camo). - 2009-2010: Tour Amaia Montero - 2012: Tour Amaia Montero 2 - 2014-2016: Tour Si dios quiere yo también - 2018-2019: Nacidos Para Creer Tour | Con La Oreja de Van Gogh - 1998-1999: Tour Dile al Sol - 2001-2002: Tour El Viaje de Copperpot - 2003: Gira Movistar Activa (con El Canto del Loco) - 2003-2005: Tour Lo Que Te Conté Mientras Te Hacías La Dormida - 2006-2007: Tour Guapa - 2007: Gira LKXA (con Dover y Coti) |

## Premios y nominaciones
| Año  | Premio                                          | Categoría                                         | Resultado |
| ---- | ----------------------------------------------- | ------------------------------------------------- | --------- |
| 2009 | Cadena Dial                                     |                                                   | Ganadora  |
| 2009 | Gaztea                                          | Mejor grupo o solista                             | Ganadora  |
| 2009 | Orgullosamente Latino                           | Solista latina del año                            | Ganadora  |
| 2009 | Orgullosamente Latino                           | Vídeo latino del año (Quiero Ser)                 | Nominada  |
| 2009 | Orgullosamente Latino                           | Canción latina del año («Quiero Ser»)             | Nominada  |
| 2009 | Orgullosamente Latino                           | Disco latino del año (Amaia Montero)              | Nominada  |
| 2009 | 40 Principales                                  | Mejor álbum (Amaia Montero)                       | Ganadora  |
| 2009 | Premios Glamour                                 | Mejor Solista Femenina                            | Ganadora  |
| 2009 | 40 Principales                                  | Mejor canción («Quiero Ser»)                      | Nominada  |
| 2009 | 40 Principales                                  | Mejor artista solista                             | Nominada  |
| 2009 | Grammy Latinos                                  | Mejor álbum vocal pop femenino                    | Nominada  |
| 2009 | Disco del año TVE                               |                                                   | Nominada  |
| 2010 | Cadena 100                                      | Premios Cadena 100 2010                           | Ganadora  |
| 2010 | Orgullosamente latino                           | Vídeo latino del año (El Regalo Más Grande)       | Nominada  |
| 2010 | Orgullosamente latino                           | Canción latina del año «(El Regalo Más Grande»)   | Nominada  |
| 2010 | MTV EMA                                         | Mejor artista español                             | Nominada  |
| 2010 | Premios Cosmopolitan 'Fun Fearless Female'      | Mejor cantante femenina                           | Ganadora  |
| 2010 | Disco de Oro                                    | Chiquitita                                        | Ganadora  |
| 2011 | Premio Internacional Laurel de Oro a la calidad | Mejor Artista                                     | Nominada  |
| 2012 | Cadena Dial                                     | Artista del año                                   | Ganadora  |
| 2012 | 40TV                                            | Mejor canción de amor (Tu Mirada)                 | Ganadora  |
| 2012 | La mejor voz del pop español                    |                                                   | Ganadora  |
| 2014 | Fórmula Music                                   | Mejor canción positiva (Caminando)                | Ganadora  |
| 2014 | Fórmula Music                                   | Mejor álbum de España (Si Dios quiere yo también) | Ganadora  |
| 2014 | Premios Protagonistas                           | A la Música - Si Dios quiere yo también           | Ganadora  |
| 2015 | Pop News Awards                                 | Disco del año (Español)                           | Nominada  |
| 2015 | Cadena Dial                                     |                                                   | Ganadora  |
| 2015 | De Pura Cepa 2015                               | Mejor cantante del año                            | Ganadora  |